# Karmațienii
Mișcarea karmațiană reprezintă una dintre școlile șiite, fiind fondată de Ḥamdān Qarmaṭ.

## Apartenența la orientarea șiită
Articol principal Șiism
Șiismul este o ramură a islamului predominantă în Iran (95%), in Azerbaidjan (85%) și Irak (65%), reprezentând 10-20% din numărul total de musulmani.
Șiiții (ar.:  شيعة علي,  šī‘at ‘Ali,  partidul lui ‘Ali) sunt urmașii partizanilor lui ’Ali, văr și ginere al profetului Muhammad. El este totodată cel de-al patrulea calif bine-călăuzit (656-661) și primul imam șiit, reprezentând astfel legitimitatea casei Profetului (ar.: أهل البيت , "Ahl al-bayt").
Șiismul are la bază învățăturile Coranului, precum și învățăturile profetului Muhammad atestate de hadīth-uri islamice (termen redat prin "tradiții")  sau de alte cărți precum Nahj al-Balagha
Una dintre instituțiile de bază ale șiismului este manifestarea credinței față de cel pe care comunitatea religioasă îl consideră îndreptățit să dețină autoritatea legală (wilāya), respectiv un imam descendent al lui 'Ali. Imāmatul (ar.  إمامة ) reprezintă instituția șiită spirituală și politică, transmisă prin desemnare divină de la profet, trecând prin ʽAlī. Spre deosebire de orientarea islamică sunnită, imamul șiit moștenește de la Muhammad nu numai autoritatea temporală, dar și prerogativa de a interpreta legea. In această postură, el era un învățător infailibil si acest ei infailibilități (iṣma) i se adaugă darul divin al caracterului impecabil. Doctrina șiită susține că convigerea religioasă se poate obține doar prin îndrumarea unui asemenea imām, aflat sub protecția divină împotriva greșelii și a păcatului. 'Ali, primul imam, a fost urmat de fiul său al-Hasan, iar apoi de celălalt fiu, al-Husayn ai cărui descendenți sunt cei mai venerați. Dogma imamului a devenit astfel o componentă esențială a credinței șiite. Chiar și astăzi este principala deosebire între islamul șiit și cel sunnit, dar și între școlile ce s-au desprins din șiism: duodecimani (ar. اثنا عشرية , Iṯna 'ašarīya); septimani (sab'īya) sau ismailiți (ar. الإسماعيلية , al-Ismāʿīliyya )cu subsectele: karmații, asasinii, adepții lui Aga Khan și druzii; zaydiți. Se consideră că imamul nu a murit, ci se află temporar intr-o stare de ocultare (ġayba). La momentul potrivit va apare ca Mahdi (cel înfrumat de Dumnezeu) înaintea Judecății de Apoi pentru a restabili adevăratul islam.

## Karmațienii
Secta karmațiană a fost întemeiată în secolul al IX-lea de Ḥamdān Qarmaṭ, de origine irakiană. În 890, întemeietorul sectei construiește lângă Kufa Dār al-Hiğra (refugiu pentru emigranți), care va deveni sediul noii mișcări. Mișcarea și-a găsit expresia în vechea rivalitate dintre localnicii agricultori și fiii deșertului.

### Dogmă și credință
Mișcarea karmațiană are la bază doctrina bāṯinită (ar. باطن , bāṯin, interior, esoteric). Potrivit acesteia, Coranul trebuie interpretat alegoric, deoarece adevărul stă în sensul esoteric pentru care forma aparentă (ar. ظاهر , ẓāhir) nu este decât un văl menit să acopere adevărul de neinițiați. Novicele era inițiat, după ce jurase că va păstra secretul, în elementele doctrinei esoterice, printre care crearea universului prin emanație divină, transmigrarea sufletelor, întoarcerea lui Mahdi. Se spune că inițierea consta din șapte până la nouă trepte.
Pornind de la principiul de mai sus, karmații formau o societate secretă, cu un sistem comunitar. Inițierea era necesară pentru a deveni membru. Comunitatea se susținea singură dintr-un fond creat prin contribuții aparent benevole, dar care reprezentau de fapt impozite. Qarmaṭ instituie de asemenea sitemul comunitar al soțiilor și al proprietății (ar. الفة , ulfa, uniune, proprietate comună).
În teologie, foloseau un catehism bazat pe Coran și presupus a fi adaptat tuturor credințelor, raselor și păturilor sociale. Insistau pe ideea de toleranță și egalitate și organizau lucrătorii pe bresle. Cel mai vechi document care descrie organizarea unor bresle musulmane aparține grupării Iḫwan al-Ṣafā'en , cu sediul la Basra, Irak.

## Istoric
Mișcarea karmațiană, numită de unii cercetători moderni bolșevici ai islamului, cu tendințele sale comuniste, revoluționare, a devenit un aspect malign al islamului politic. Karmațienii considerau legitimă vărsarea de sânge inamic, chiar dacă era vorba de musulmani, împotriva învățăturilor coranice, reușind între 868 și 883 să zguduie califatul abbasid din temelii prin implicarea în Războiul Zangilor (negrilor) de la Basra. Sub conducerea lui Sa'īd al-Hasan al-Ğannābi, fost misionar karmațian, au reușit să întemeieze în 899 un stat independent pe malul vestic al Golfului Persic, cu capitala la al-Aḥsā (actualul Hofuf, în Arabia Saudită). Din al-Aḥsā declanșau raiduri sângeroase împotriva teritoriilor vecine, iar în 903 invadează Omanul. Succesorul său, Abu-Ṭāhir Sulaymān devastează aproape tot Irakul Inferior și blochează traseul pelerinilor. În 930, cucerește Mecca și fură Piatra Neagra. După aproximativ douăzeci de ani, această relicvă sacră a islamului este returnată (951) la Kaaba. Între secolele al X-lea și al XI-lea, adepții lui Qarmat scaldă Siria și Irakul în sânge.
Deși statul karmațian se prăbușește, doctrina ismailită este preluată de fatimizii din Egipt, dând naștere ritului druz și, ulterior, asasinilor din Siria.

## Legături externe
- en Iḫwan al-Ṣafā'
- en Encyclopædia of Islam - Ed. P. J. Bearman, Th. Bianquis, C. E. Bosworth, E. van Donzel, W. P. Heinrichs et al., Leiden: E. J. Brill, 1960–2005.
- en Mecca
- en The origin of the Qarmatians
- en Iḫwan al-Ṣafā'